# Pandémie de Covid-19 en Normandie
Wikipédia ne donne pas de conseils médicaux ou sanitaires. Cet article est susceptible de contenir des informations obsolètes ou inexactes. Seul un professionnel de la santé est apte à vous fournir un avis médical, et seules les autorités sanitaires de votre pays sont compétentes pour donner des consignes de santé publique relatives à la pandémie de Covid-19.
Pour un article plus général, voir Pandémie de Covid-19 en France.
La pandémie de Covid-19 en Normandie, est une pandémie d'une maladie infectieuse émergente, la maladie à coronavirus 2019 (Covid-19). Le coronavirus SARS-CoV-2 a été confirmé en Normandie le 27 février 2020.

## Contexte
Le 12 janvier 2020, l'Organisation mondiale de la santé (OMS) confirme qu'un nouveau coronavirus est à l'origine d'une maladie respiratoire chez un groupe de personnes de la ville de Wuhan, dans la province de Hubei, en Chine, qui a été signalée à l'OMS le 31 décembre 2019,. Un risque très élevé au niveau international a été déclaré le 28 février et la pandémie a été annoncée officiellement le 11 mars dernier. 
Transmis par de nombreux voyageurs dans d'autres pays, le virus est détecté en France le 23 janvier sur trois personnes de retour de Wuhan, 2 originaires de Paris et 1 originaire de Bordeaux. 
En prévision de l'arrivée de possible cas de Covid-19 en Normandie, les services de santé normands, en particulier les CHU de Caen et de Rouen, sont préparés dès le mois de janvier. L'Agence régionale de santé (ARS) de Normandie est l'institution chargée de la surveillance de l'épidémie et de la coordination de la réponse à cette dernière au niveau de la région Normandie.
28 Français rapatriés de Wuhan, sont placés en quatorzaine dans un village de vacances proche de la commune de Branville dans le Calvados le 21 février 2020. Aucun de ceux-ci n'ont présenté de symptômes.
Au 26 février, 18 cas sont recensés en France, ainsi que 2 décès, dans 5 régions métropolitaines, dont 6 dans la région Île-de-France frontalière de la Normandie.

## Début de l'épidémie

### Premiers cas
Le 27 février 2020, un professionnel de santé du CHU de Rouen originaire de Bois-Guillaume et revenant d'un séjour en Allemagne, est confirmé comme le premier cas de Covid-19 en Normandie et en Seine-Maritime, entraînant la surveillance de 41 personnes ayant été en contact,. 4 jours plus tard, le 2 mars, l'un des cas contacts résidant dans l'Eure est hospitalisé au CHU de Rouen et est confirmé comme le deuxième cas en Normandie et le premier dans l'Eure.
Le 5 mars 2020, 4 nouveaux cas de Covid-19 sont annoncés par l'ARS dans la région dont les 3 premiers cas dans la Manche (chez des personnes ayant assisté au rassemblement de l'Église évangélique Porte ouverte chrétienne du 17 au 21 février à Bourtzwiller), et le premier cas dans le Calvados dont l'origine de la contamination n'est pas connue. 3 nouveaux cas sont annoncés dans la Manche le lendemain, en lien avec les 3 premiers de la Manche. Le même jour, un homme de 86 ans hospitalisé au CHI d'Elbeuf-Louviers-Val-de-Reuil porteur du SARS-CoV-2 décède. Il s'agit du premier décès du Covid-19 en Normandie et en Seine-maritime.
Le 8 mars, 11 nouveaux cas sont rapportés par l'ARS, portant à 22 le nombre total de cas positif en Normandie.
Le 10 mars, 6 personnes sont confirmées positives dans la commune de Biéville-Beuville dans le Calvados, faisant apparaître dans la commune le premier cluster en Normandie, ce qui conduit le préfet du Calvados, Philippe Court , à interdire les rassemblements de plus 50 personnes et d'ordonner la fermeture des établissements accueillant du public,. 
Le 11 mars 2020, l'ARS annonce les 2 premiers cas positifs de l'Orne.
Au 15 mars 2020, 143 cas positifs et un décès sont recensés en Normandie.

### Premier confinement
Le 17 mars 2020, un confinement national est annoncé lors d'une allocution télévisée du président Macron. La Normandie entre donc en confinement bien que la région ne remplisse pas les critères du stade 3 épidémique à son niveau. 
Le 19 mars, L'ARS annonce un premier décès dans l'Eure, à Évreux. Le lendemain, un premier décès dans le Calvados, à Caen, est confirmé.
À partir du 21 mars, L'Eure, Le Calvados (dès le 19 mars), La Manche, et la Seine-Maritime sont considérés comme zones à risque en raison de la circulation du Covid-19.
Le 24 mars 2020, les deux premiers décès dans la Manche sont annoncés par l'ARS. Le lendemain, un premier décès dans L'Orne est annoncé.
Afin de pallier un manque de mesures sanitaires dans les EHPAD et EMS, l'ARS met en place un dispositif d'actions de soutiens à ces établissements le 7 avril (après les annonces gouvernementales à ce propos le 28 mars). Les premières données remontées par les EHPAD normandes font état de 86 établissements ayant confirmé au moins un cas.
Le 7 mai 2020, en préparation de la levée progressive du confinement, les 5 départements de Normandie remplissent les critères pour être déconfinés dès le 11 mai, au vu de la baisse des nouvelles hospitalisations et de la circulation virale.
Au 10 mai 2020, la Normandie compte 3977 cas positifs et 250 décès.

### Stabilisation de l'épidémie
Durant la première étape du déconfinement (du 11 mai au 2 juin), les indicateurs épidémiques continuent de diminuer. Ainsi, le nombre d'hospitalisations passe de 533 le 11 mai à 330 le 2 juin. Le taux d'immunité en Normandie, 2,6%, reste inférieure à celui des autres régions françaises, mais l'indice de reproduction (R0) reste inférieur à 1, permettant à la région de poursuivre le déconfinement.
Ces indicateurs poursuivent leur baisse durant l’ensemble du moi de juin, mais l'apparition de 4 clusters, dans le sud de la métropole de Rouen provoque une vigilance accrue de l'ARS.

## La deuxième vague

### Croissance durable du nombre de cas
Le 4 août 2020, l'ARS constate une augmentation de 20% du taux de reproduction du virus, où le R0 passe de 0,98 le 28 juillet à 1,19, confirmant la dynamique de hausse des indicateurs épidémiques avec un R0 à 1,44. Ce dernier dépasse le seuil d'alerte le 28 août avec un taux de 1,51  de même que le taux d'incidence (11,05 / 100 000 habitants).

### Le deuxième confinement
Le 28 octobre 2020, un second confinement est annoncé par le président Macron. 
Face à l'explosion de l'épidémie en Normandie (le taux d'incidence passant de 11,05 / 100 000 habitants le 28 août à 269,53 / 100 000 habitants le 27 octobre, et à la tension provoquée sur les lits d'hôpitaux (38,09% d'occupation des lits en réanimations), l'ARS déclenche le Plan blanc.
Le pic de l'épidémie en Normandie est atteint durant la semaine 44  de 2020 avec un taux d'incidence hebdomadaire de 352 / 100 000 habitants et 11644 nouveaux test positifs.
Durant les semaines suivantes, la baisse des indicateurs épidémiques montre un ralentissement de l'épidémie. Au 22 novembre, le taux d'incidence est de 132,8 / 100 000 habitants et 4482 nouveaux tests positifs.
Le 24 novembre, le président Macron annonce le début du déconfinement progressif.

## La troisième vague

### Croissance lente et continue des indicateurs
Durant la semaine 50 (du 7 décembre au 13 décembre 2020), les indicateurs épidémiques sont à nouveau en hausse. Cette hausse se poursuit jusqu'à la semaine 2 de 2021, avec un taux d'incidence de 177,5 / 100 000 habitants contre 88,7 en semaine 50 et un taux de reproduction de 1,25, au-dessus du seuil d'alerte.
La vaccination en Normandie débute le 4 janvier 2021 avec les premières doses injectées au CHU de Rouen sur des membres du personnel de santé volontaires.
Le 26 janvier 2021, l'ARS annonce un premier cas détecté du variant britannique dans le Calvados, entraînant un renforcement des mesures de dépistage au niveau local.
Au 14 mars 2021, le taux d'incidence est de 228,5 / 100 000 habitants et 9592 nouveaux tests positifs, confirmant la hausse des indicateurs amorcée depuis décembre 2020.

### Troisième confinement
Le 18 mars 2021, le Premier ministre Jean Castex annonce des confinements locaux dans les départements les plus touchés dont l'Eure et la Seine-Maritime.

## Statistiques

### Nouveaux cas quotidiens
| Nouveaux cas quotidiens de COVID-19 déclarés en Normandie                                                              | 0 |  |
| Pour des raisons techniques, il est temporairement impossible d'afficher le graphique qui aurait dû être présenté ici. |   |  |

### Statistiques par départements
| Région/Territoire | Département    | Nombre de         | Nombre de               | Nombre de                  | Nombre de                             | Nombre de                                | Nombre de      | Nombre de                                      |
| Région/Territoire | Département    | Population (2021) | Cas au 10 novembre 2022 | Cas pour 100 000 Habitants | Décès à l'hôpital au 10 novembre 2022 | Décès à l'hôpital pour 100 000 habitants | Décès en EHPAD | Hospitalisations actuelles au 31 décembre 2021 |
| ----------------- | -------------- | ----------------- | ----------------------- | -------------------------- | ------------------------------------- | ---------------------------------------- | -------------- | ---------------------------------------------- |
| Normandie         | Calvados       | 691,453           | 342 934                 | 49 596,14                  | 962                                   | 139,13                                   | -              | 191                                            |
| Normandie         | Eure           | 600,687           | 276 424                 | 46 017,98                  | 733                                   | 122,03                                   | -              | 249                                            |
| Normandie         | Manche         | 490,669           | 229 395                 | 46 751,48                  | 686                                   | 139,81                                   | -              | 202                                            |
| Normandie         | Orne           | 276,903           | 124 538                 | 44 910,31                  | 577                                   | 208,38                                   | -              | 104                                            |
| Normandie         | Seine-Maritime | 1 243 788         | 636 731                 | 50 987,92                  | 2 295                                 | 184,52                                   | -              | 360                                            |
| Total             | Total          | 3 303 500         | 1 610 022               | 48 736,85                  | 5 253                                 | 159,01                                   | 1 320          | 1 106                                          |

## Mesures locales

### Métropole Rouen Normandie
La Métropole Rouen Normandie fait partie des territoires français soumis au couvre-feu décrété par le gouvernement à compter du 17 octobre 2020.